# 中之島遊歩道

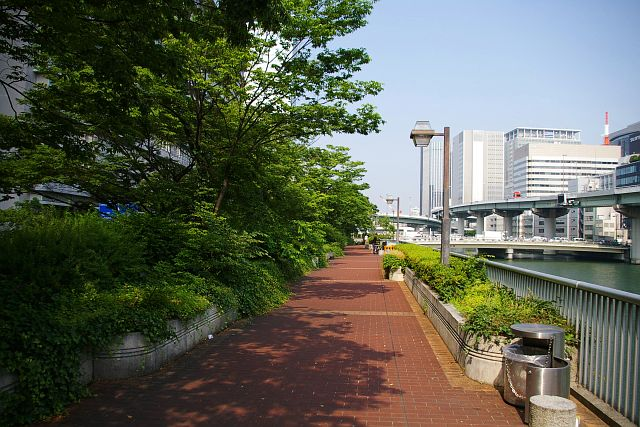
堂島川左岸線
ガーデンブリッジから渡辺橋

中之島遊歩道（なかのしまゆうほどう）は、大阪市の中之島の河川沿いに設けられた歩行者専用道路。

## 概要
正式名称は都市計画道路中之島歩行者専用道（都市計画決定昭和53年）。英語名は Nakanoshima Promenade。
堂島川、土佐堀川の耐震護岸工事と同時に整備されている。耐震護岸工事（河川改修工事）は大阪府所管、歩行者専用道工事は大阪市所管となっている。
現在、京阪中之島線関連工事等により、堂島川左岸線の大部分が閉鎖されている。また、玉江橋（なにわ筋）より堂島大橋（あみだ池筋）間の堂島川左岸約四百メートルの堤防上等に、水上カフェをはじめとする飲食・物販店を整備中である。

## 歴史
- 昭和53年（1978年）、都市計画決定。建設開始。

## 仕様
- 堂島川左岸線（1号線）
  - 大江橋南詰～上船津橋南詰まで、総延長約2.0km。全線供用開始済み。
- 土佐堀川右岸線（2号線）
  - 肥後橋北詰～湊橋北詰まで、総延長約1.3km。一部供用開始済み。
- 中之島緑道
  - 淀屋橋北詰～肥後橋北詰まで、総延長約0.4km。全線供用開始済み。
- その他
  - 大阪市役所・大阪市中央公会堂等周辺部、総延長約0.7km。

※大阪市役所南側の部分はみおつくしプロムナードという愛称がついている。みおつくしプロムナードは昭和62年度手づくり郷土賞（ふれあいの並木道）受賞。

## 現況

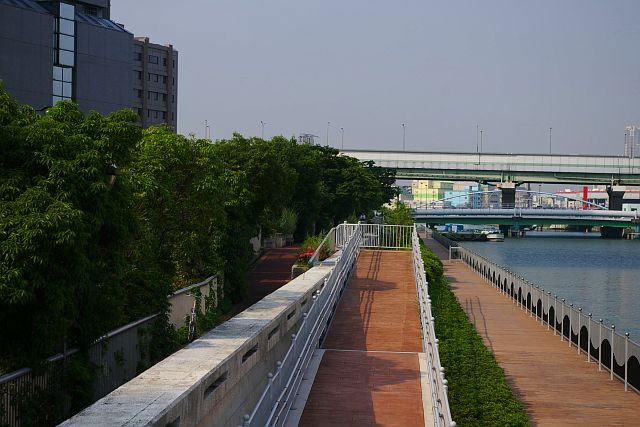
堂島川左岸線
大阪府と大阪市の遊歩道が並行して走る

京阪中之島線工事のため、堂島川左岸線の大江橋南詰から堂島大橋南詰までの約1.6kmは一時的に撤去され、現在河川上にせり出す形で仮設歩行者専用道が供用されている。この区間にでは、工事施工業者により美観を重視した植栽や滝の設置、夜間のライトアップなどが行われている。
堂島川左岸線の堂島大橋から上船津橋までの区間では、護岸上に大阪市所管の中之島遊歩道が作られ、護岸の外（河川内）に大阪府所管の遊歩道が作られている。結果として同一区間に2本の遊歩道が平行して存在し、図らずも行政機関のセクショナリズムを見ることが出来る。

## 自転車道
北大阪サイクルライン（大阪府道801号大阪吹田自転車道線）と接続されるように作られている堂島左岸線は、歩行者専用道ではあるがサイクリングコースとしても利用されているのが現状である。

## 周辺情報
- 中之島

## 交通アクセス
- 地下鉄堺筋線 北浜駅
- 地下鉄御堂筋線 淀屋橋駅
- 京阪中之島線 中之島駅・渡辺橋駅・大江橋駅・なにわ橋駅
- 地下鉄四つ橋線 肥後橋駅
- 千日前線 玉川駅 徒歩10分
- 地下鉄中央線 阿波座駅 徒歩10分
- 阪神本線 福島駅 徒歩10分
- JR東西線 新福島駅 徒歩10分

## ギャラリー

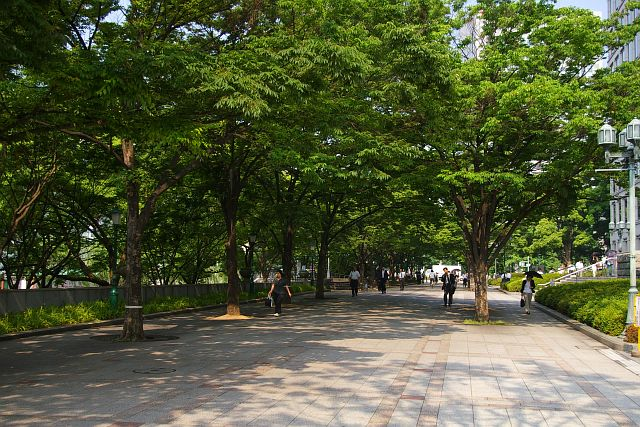
大阪市役所南側
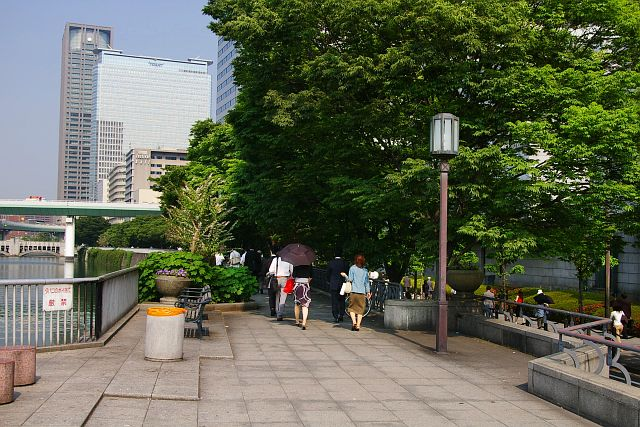
中之島緑道 淀屋橋～錦橋
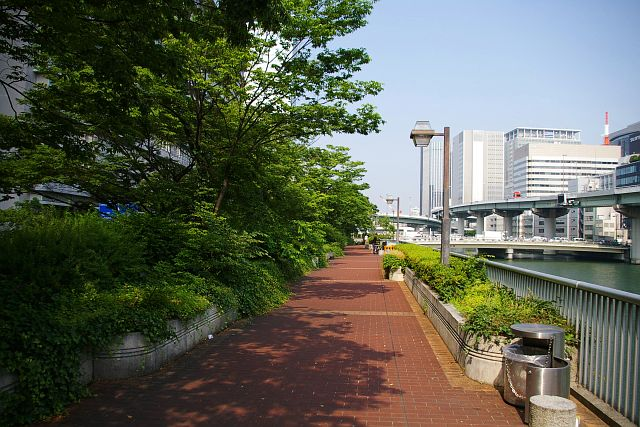
堂島川左岸線 ガーデンブリッジ付近
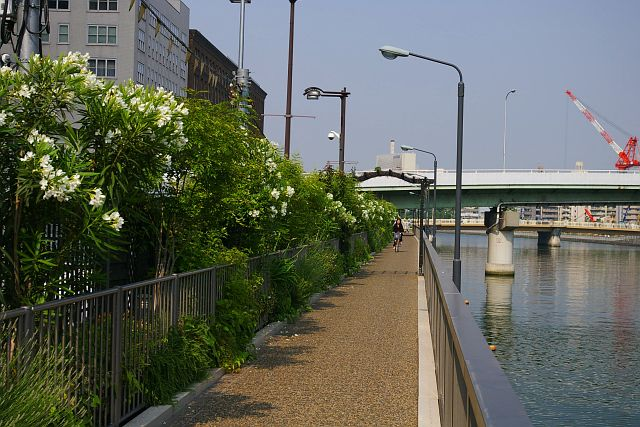
堂島川左岸線 渡辺橋～田蓑橋
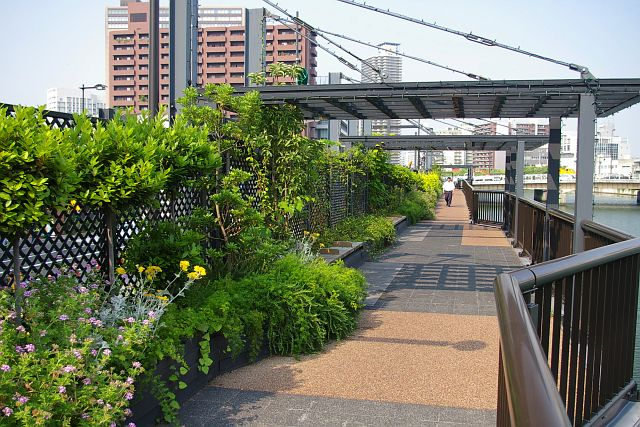
堂島川左岸線 田蓑橋～玉江橋
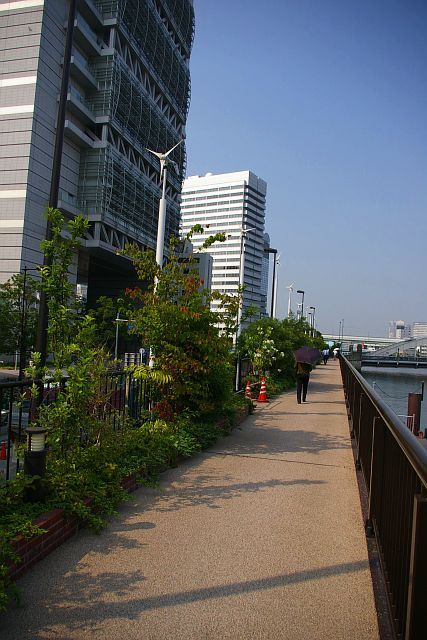
堂島川左岸線 玉江橋～堂島大橋
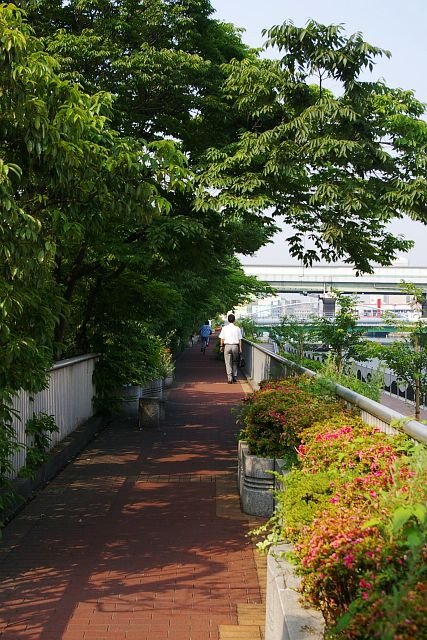
堂島川左岸線 堂島大橋～上船津橋